# Donne sopra, femmine sotto
Donne sopra, femmine sotto è un film italiano del 1971 diretto da Boro Draskovic.

## Trama
Marco Zoltan è un giovane jugoslavo che vive di espedienti. Durante una permanenza a New York conosce Barbara, una donna molto ricca. Deciso per puro interesse a sposarla, si fa prestare del denaro dalle sue amanti e invita l'americana a Ragusa dove cerca di farle credere di essere anch'egli molto ricco e affermato. Per continuare nell'imbroglio si piega ai ricatti del Danese e di Laslo, due pericolosi narcotrafficanti ai quali soffia una partita di droga. Ma Barbara, che ha capito l'inganno, lo abbandona. Marco allora cerca l'aiuto di Marka, una avvenente hostess. La ragazza tuttavia è una spia dei due banditi che con un tranello lo conduce dai due, decisi a massacrarlo a punizione del suo tradimento.